# Так чи ні (фільм, 1920)
Так чи ні (англ. Yes or No) — американська драма режисера Роя Вільяма Нілла 1920 року.

## Сюжет
Дві дружини, одна багата, інша бідна, обидві виявляються спокушеними романтичними чоловіками, і кожна стикається з дилемою залишитись вірною чоловікові, який нехтує нею або впасти в обійми іншого.

## У ролях
- Норма Толмадж — Маргарет Вейн / Мінні Беррі
- Фредерік Бертон — Дональд Вейн
- Лоуелл Шерман — Пауль Деррек
- Лайонел Адамс — доктор Маллой
- Рокліф Фелловс — Джек Беррі
- Наталі Толмадж — Емма Мартін
- Едвард Брофі — Том Мартін
- Дадлі Клементс — Горацій Хукер
- Гледден Джеймс — Тед Ліч